# Тучапські

варіант гербу Правдич

Тучапські гербу Правдич (за Каспером Несецьким 1743 року, Тучампські) — руський шляхетський рід.

## Представники
- Макарій (Тучапський) — львівський православний єпископ
- Олександр — хорунжий белзький, дружина Софія з Корабчевських.
  - Лящ Самійло
- Мартин, дружина Ніщицька, донька плоцького каштеляна